# تتا تلمبه
تتا تلمبه یک ستاره است که در صورت فلکی تلمبه قرار دارد.